# 佛爾佛爾
佛爾佛爾（英語：Furfur），是所羅門七十二柱魔神中排第34位的魔神，位階伯爵，統帥26個軍團。外型為一頭有著燃燒中的蛇尾、具有一雙巨大的蝠翼的半人半鹿，聲音沙啞，除非被迫，否則從來不說出事實，可以控制男女之间爱情与风雨雷电。在所羅門王72柱魔神中，只有佛爾佛爾有操控天候的能力。

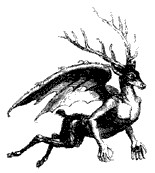
《地獄辭典》中的佛爾佛爾繪畫。